# Nederlands landskampioenschap voetbal 1903/04
Het Nederlands landskampioenschap voetbal in het seizoen 1903/04 werd gewonnen door voetbalclub HBS uit Den Haag. Voor de tweede keer werd het kampioenschap bepaald met een kampioenscompetitie. De oostelijke kampioen was PW uit Enschede en Velocitas uit Breda was kampioen in de andere westelijke competitie.

## Eindstanden

### Kampioenscompetitie
| Positie | Club      | WG | W | G | V | P | DS   |
| ------- | --------- | -- | - | - | - | - | ---- |
| 1.      | HBS       | 4  | 2 | 1 | 1 | 5 | 7-6  |
| 2.      | Velocitas | 4  | 1 | 2 | 1 | 4 | 11-5 |
| 3.      | PW        | 4  | 1 | 1 | 2 | 3 | 6-13 |

### Oost
| Positie | Club       | WG | W | G | V | P  | DS    |
| ------- | ---------- | -- | - | - | - | -- | ----- |
| 1.      | PW         | 8  | 5 | 1 | 2 | 11 | 32-19 |
| 2.      | Vitesse    | 8  | 4 | 2 | 2 | 10 | 28-15 |
| 3.      | UD         | 8  | 4 | 2 | 2 | 10 | 13-14 |
| 4.      | Quick 1888 | 8  | 2 | 1 | 5 | 5  | 10-25 |
| 5.      | GVC        | 8  | 1 | 2 | 5 | 4  | 11-21 |

### West A
| Positie | Club          | WG | W | G | V  | P  | DS    |
| ------- | ------------- | -- | - | - | -- | -- | ----- |
| 1.      | HBS           | 10 | 7 | 1 | 2  | 15 | 42-15 |
| 2.      | HFC           | 10 | 7 | 1 | 2  | 15 | 38-21 |
| 3.      | Sparta        | 10 | 5 | 1 | 4  | 11 | 28-23 |
| 4.      | RAP           | 10 | 5 | 0 | 5  | 10 | 29-33 |
| 5.      | Ajax (Leiden) | 10 | 4 | 1 | 5  | 9  | 25-25 |
| 6.      | Quick 1890    | 10 | 0 | 0 | 10 | 0  | 4-49  |

### West B
| Positie | Club       | WG | W | G | V | P  | DS    |
| ------- | ---------- | -- | - | - | - | -- | ----- |
| 1.      | Velocitas  | 10 | 7 | 1 | 2 | 15 | 38-18 |
| 2.      | HVV        | 10 | 5 | 3 | 2 | 12 | 31-15 |
| 3.      | Hercules   | 10 | 4 | 3 | 3 | 11 | 34-21 |
| 4.      | Haarlem    | 10 | 4 | 3 | 3 | 11 | 32-27 |
| 5.      | Rapiditas  | 10 | 4 | 0 | 6 | 8  | 13-36 |
| 6.      | Volharding | 10 | 0 | 3 | 7 | 3  | 10-41 |

### Trivia
- Quick 1890 was de eerste club op het hoogste niveau in Nederland die puntloos bleef na een volledige gespeelde competitie. Dit zou alleen in het seizoen 1920/21 herhaald worden door VV Middelburg.

Nederlands landskampioenschap

1888/89 · 
1889/90 ·
1890/91 ·
1891/92 ·
1892/93 ·
1893/94 ·
1894/95 ·
1895/96 ·
1896/97 ·
1897/98 ·
1898/99 ·
1899/00 ·
1900/01 ·
1901/02 ·
1902/03 ·
1903/04 ·
1904/05 ·
1905/06 ·
1906/07 ·
1907/08 ·
1908/09 ·
1909/10 ·
1910/11 ·
1911/12 ·
1912/13 ·
1913/14 ·
1914/15 ·
1915/16 ·
1916/17 ·
1917/18 ·
1918/19 ·
1919/20 ·
1920/21 ·
1921/22 ·
1922/23 ·
1923/24 ·
1924/25 ·
1925/26 ·
1926/27 ·
1927/28 ·
1928/29 ·
1929/30 ·
1930/31 ·
1931/32 ·
1932/33 ·
1933/34 ·
1934/35 ·
1935/36 ·
1936/37 ·
1937/38 ·
1938/39 ·
1939/40 ·
1940/41 ·
1941/42 ·
1942/43 ·
1943/44 ·
1944/45 ·
1945/46 ·
1946/47 ·
1947/48 ·
1948/49 ·
1949/50 ·
1950/51 ·
1951/52 ·
1952/53 ·
1953/54
Betaald voetbal

Eerste klasse 1954/55 ·
Hoofdklasse 1955/56
Eredivisie

1956/57 · 1957/58 · 1958/59 · 1959/60 · 1960/61 · 1961/62 · 1962/63 · 1963/64 · 1964/65 · 1965/66 · 1966/67 · 1967/68 · 1968/69 · 1969/70 · 1970/71 · 1971/72 · 1972/73 · 1973/74 · 1974/75 · 1975/76 · 1976/77 · 1977/78 · 1978/79 · 1979/80 · 1980/81 · 1981/82 · 1982/83 · 1983/84 · 1984/85 · 1985/86 · 1986/87 · 1987/88 · 1988/89 · 1989/90 · 1990/91 · 1991/92 · 1992/93 · 1993/94 · 1994/95 · 1995/96 · 1996/97 · 1997/98 · 1998/99 · 1999/00 · 2000/01 · 2001/02 · 2002/03 · 2003/04 · 2004/05 · 2005/06 · 2006/07 · 2007/08 · 2008/09 · 2009/10 · 2010/11 · 2011/12 · 2012/13 · 2013/14 · 2014/15 · 2015/16 · 2016/17 · 2017/18 · 2018/19 · 2019/20 · 2020/21 · 2021/22 · 2022/23 · 2023/24 · 2024/25 · 2025/26